# Carlhubbsia kidderi
Carlhubbsia kidderi är en fiskart som först beskrevs av Hubbs, 1936.  Carlhubbsia kidderi ingår i släktet Carlhubbsia och familjen Poeciliidae. Inga underarter finns listade.